# Polypterus mokelembembe
Polypterus mokelembembe is een straalvinnige vissensoort uit de familie van de kwastsnoeken (Polypteridae). De wetenschappelijke naam van de soort is voor het eerst geldig gepubliceerd in 2006 door Schliewen & Schäfer.